# PCManFM
PCManFM – program komputerowy spełniający rolę menedżera plików dostępny na platformę Linux i uniksopodobne systemy operacyjne. Interfejs programu czerpie z cech Firefoxa, Eksploratora Windows i Nautilusa.

## Cechy i funkcje
- Obsługa zakładek
- Wykorzystanie technologii przeciągnij i upuść
- Możliwość przenoszenia plików pomiędzy kartami
- Obsługa miniaturek
- Współpraca z HAL

## Zależności
- GTK+ wersja 2.6.x
- libgamin lub libfam
- gamin lub fam
- shared-mime-info
- libstartup-notification
- libdbus (opcjonalnie)
- libhal (opcjonalnie)